# Okorvölgy
Okorvölgy (németül: Ackerweg) község Baranya vármegyében, a Szentlőrinci járásban.

## Fekvése
Husztót és Abaliget között fekszik, a Bükkösdi-víz völgyének egyik kiágazásában. A Mecsek legkisebb közigazgatási területű települései közé tartozik, mindössze három települési szomszédja van: északkelet felől Abaliget, dél felől Hetvehely, nyugat és észak felől pedig Szentkatalin.

### Megközelítése
Délkeleti határszéle mellett elhalad a 6601-es út, ezen érhető el a környező városok közül Sásd és Szentlőrinc irányából is. Lakott területén azonban csak a 66 105-ös számú mellékút húzódik végig, amely a községet északi irányban elhagyva még továbbfolytatódik Szentkatalin központjáig.

## Története
Okorvölgy és környéke már a bronzkorban is lakott hely volt. Területén a bronzkori halomsíros kultúra népének nyomait tárták fel. 1542-ben Okorwelgh alakban írva említették az oklevelek. A török időkben elnéptelenedett és csak a 18. században települt újra főleg német és magyar lakosokkal.
Okorvölgy az 1900-as évek elején Baranya vármegye Hegyháti járásához tartozott. 

## Közélete

### Polgármesterei
- 1990–1994: Petik Zoltán (független)[3]
- 1994–1998: Petik Zoltán (független)[4]
- 1998–2002: Petik Zoltán (független)[5]
- 2002–2004: Niesz Zsolt (független)[6]
- 2005–2006: Petik Zoltán (független)[7]
- 2006–2010: Petik Zoltán (független)[8]
- 2010–2014: Rezeli Csaba Ferenc (független)[9]
- 2014–2019: Majorosi Józsefné (független)[10]
- 2019–2024: Majorosi Józsefné (független)[11]
- 2024– : Majorosi Józsefné (független)[1]

A településen 2005. január 30-án időközi polgármester-választást tartottak, az előző polgármester lemondása miatt.

## Népesség
A település népességének változása:
| Lakosok száma | 85   | 79   | 72   | 68   | 77   | 76   | 87   | 86   |
|               | 2013 | 2014 | 2015 | 2019 | 2021 | 2022 | 2023 | 2024 |

Az 1910-ben végzett népszámlálás adatai szerint ekkor a településnek 192 római katolikus lakosa volt, melyből 15 magyar, 177 német volt. A 2001-es népszámláláskor 99 lakost számoltak össze a településen.
A 2011-es népszámlálás során a lakosok 66,3%-a magyarnak, 15% cigánynak mondta magát (31,3% nem nyilatkozott; a kettős identitások miatt a végösszeg nagyobb lehet 100%-nál). A vallási megoszlás a következő volt: római katolikus 53,8%, református 2,5%, felekezeten kívüli 7,5% (36,3% nem nyilatkozott).
2022-ben a lakosság 77,6%-a vallotta magát magyarnak, 2,6% cigánynak, 2,6% németnek, 6,6% egyéb, nem hazai nemzetiségűnek (19,7% nem nyilatkozott; a kettős identitások miatt a végösszeg nagyobb lehet 100%-nál). Vallásuk szerint 11,8% volt római katolikus, 1,3% református, 1,3% egyéb katolikus, 46,1% felekezeten kívüli (38,2% nem válaszolt).

## Nevezetességei
- Harangláb